# Huis Van De Sande

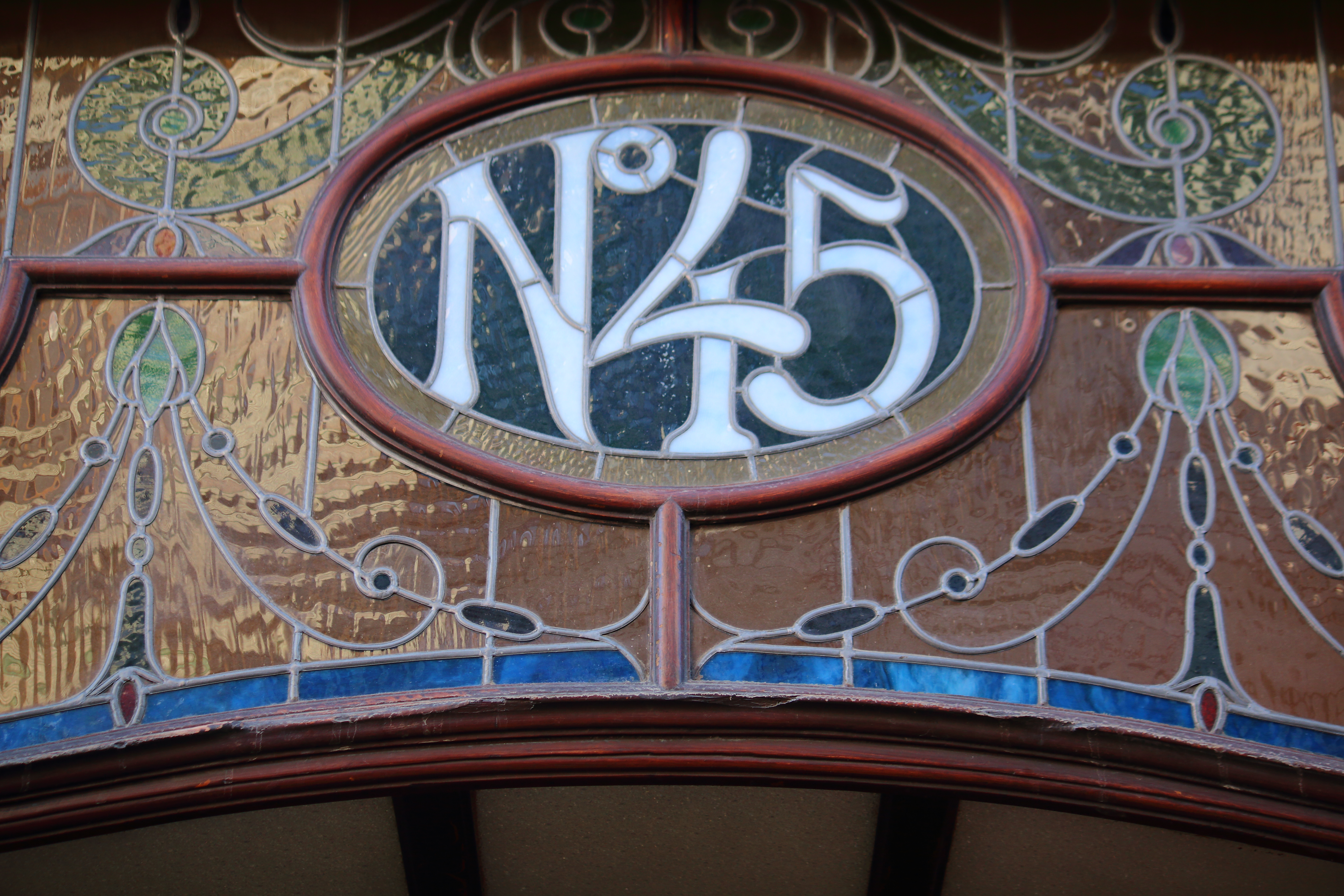
Huis Van De Sande

Huis Van De Sande is een historisch pand in de Stationsstraat in het Belgische Zottegem. Het pand op nummer 45 dateert uit de 19de eeuw. De gevel van het huis is bezet met faience in geel en groen uit het eerste kwart van de 20ste eeuw. Huis Van De Sande valt op door de sierlijke winkelpui in art nouveau-stijl met kroonlijst. Tussen omstreeks 1920 en 2023 was er een tearoom en tabakswinkel in gevestigd.